# Zorro (serietidning)
Zorro var en svensk serietidning med Disneyserier som gavs ut av Hemmets Journals förlag/Serieförlaget i tre olika omgångar: 1980–1982 (till en början under titeln Z-hämnaren), 1988 och 1991. Åren 1987–1988 utkom även två seriealbum.
Ursprungligen var Zorro en skönlitterär gestalt skapad 1919. Åren 1957–1959 producerade Walt Disney Productions en svartvit tv-serie baserad på Zorro-berättelserna, och det är denna tv-serie som serietidningen bygger på.
Vem som skrev manus för Zorro-serierna är inte känt, men bland tecknarna fanns Alex Toth, Warren Tufts, Mel Keefer, John Ushler och Francisco Cueto. Majoriteten av serierna skrevs och tecknades i USA. Undantaget är dock Cuetos äventyr, som producerades för den tyska Zorro-tidningen.

## Utgivning
Totalt har utkommit 32 tidningar samt två album av Disney-version av Zorro.
- 1980: 4 tidningar (med titeln Z - hämnaren)
- 1981: 10 tidningar (fr.o.m. nummer tre med titeln Zorro)
- 1982: 5 tidningar

- 1987: 1 album
- 1988: 11 tidningar och 1 album

- 1991: 2 tidningar